# Jugendchorbewegung
Die Jugendchorbewegung war eine jahrzehntelange Entwicklung der christlichen Musik, speziell des Neuen Geistlichen Liedes im deutschsprachigen Raum, die sich in den späten 1960er Jahren unter vor allem der freikirchlich-evangelikalen Jugend ausbreitete und von dieser bis Mitte der 1990er Jahre hinein getragen wurde.

## Geschichte und Entwicklung
1968 übertrug das Missionswerk Jugend für Christus die Leitung seines etablierten Jugend-für-Christus-Chores an den jungen Musiker Klaus Heizmann. Der erste hauptamtliche Musiker des Missionswerkes hatte zuvor auf Wunsch des Leiters nach Abschluss seines Musikstudiums ein zusätzliches Studienjahr in den USA verbracht, um die dortige die kontemporäre christliche Musik kennenzulernen. Unter seinem neuen Dirigenten spielte nun der Jugend-für-Christus-Chor die meist ins Deutsche übersetzten neuen geistlichen Lieder ein. Die modernen Arrangements mit prominenten Blechbläsern, Gitarren und später auch Schlagzeug stellten in der äußerst konservativen deutschen christlichen Musikszene Ende der 1960er eine gewagte Pionierleistung dar und wurde nicht selten missbilligend beurteilt. Die christliche, meist freikirchliche, Jugend deutschlandweit jedoch nahm die moderne geistliche Musik mit Begeisterung auf, organisierte sich selbst zu Jugendchören und integrierte die neuen Lieder in die Gottesdienste. Die Nachahmungswelle verlangte nach dem Liedmaterial in gedruckter Form, sodass Klaus Heizmann begann, die einzelnen Singles des Jugend-für-Christus-Chores in Notenblattserien herauszubringen. Aus dem amerikanischen Vorbild entwickelte sich das Neue Geistliche Lied, das von deutschen Textern und Komponisten wie Manfred Siebald, Peter Strauch, Margret Birkenfeld, Johannes Nitsch oder Gerhard Schnitter geprägt wurde. Die Lieder wurden von neu entstandenen Formationen wie dem Wetzlarer Jugendchor um Margret Birkenfeld aber auch von zuvor bereits etablierten Chören – die sich nunmehr oft zumindest teilweise in die Jugendchorbewegung integrierten – wie dem Wir-singen-für-Jesus-Chor verbreitet und bekannt gemacht. Laut internen Angaben gab es 1978 deutschlandweit etwa 200 Chöre und insgesamt rund 3000 Sängerinnen und Sängern.
Ein klares Zeichen für die neue geistliche Musik setzte 1970 der amerikanische Evangelist Billy Graham mit seiner ersten europaweit übertragenen Großevangelisation Euro 70, als er das Musikprogramm in seiner Gestaltung Klaus Heizmann übertrug. Ein Jahr zuvor war dieser bereits vom Weltverband seines Missionswerks Youth for Christ International mit einem Auswahlchor als The Deutschland Singers auf Konzerttournee durch die USA eingeladen worden. Dieser Erfolg wurde mit dem Euro-Chor weiter angestrebt. 
Parallel, und zum Teil kaum abzugrenzen, entwickelte sich neben der in ihrem eigenen Selbstverständnis als gottesdiensttauglich positionierten Jugendchorbewegung in den frühesten 1970er Jahren auch die Christliche Popmusik mit dem Einstieg von Siegfried Fietz in den Buch- und Schallplattenverlag Hermann Schulte, den heutigen Gerth Medien. Die beiden Strömungen arbeiteten in ihren Anfängen eng miteinander für das gemeinsame Ziel der Aktualisierung der christlichen Musik in Deutschland und profitierten und ergänzten einander auf diese Weise. So entstanden die ersten Alben des Wetzlarer Jugendchors in Zusammenarbeit mit der Rockgruppe Eden, wurde Mitte der 1970er Jahre Hella Heizmanns nahtlose Emanzipation aus der Jugendchorbewegung in die Popmusik möglich und aus demselben Grund formierten sich Solokünstler wie Manfred Siebald, Johannes Nitsch, Jan Vering und andere immer wieder gemeinsam zu Chorgruppen wie den Christussängern oder Aufwind.
1981 gründete Klaus Heizmann, nachdem er die Leitung des Jugend-für-Christus-Chores an seinen langjährigen Pianisten Dietrich Georg weitergegeben hatte, das Musische Bildungszentrum St. Goar (MBZ), das sowohl als Fortbildungsstätte für kirchliche Musikschaffende und Musizierende diente als auch Veranstalter und Beherberger von Singefreizeiten oder Produktionsort neuer Tonträger mit hauseigenem Studiochor war.
1986 übernahm Jochen Rieger als Nachfolger von Margret Birkenfeld die Leitung der Musikabteilung beim Verlag Schulte & Gerth. Mit dem Schulte & Gerth Studiochor spielte er in den folgenden Jahren die Konzeptreihe Lebendige Psalmen ein, die stilistisch dem Neuen Geistlichen Lied kaum mehr zuzuordnen ist. Auch vermischte sich die Jugendchorbewegung inzwischen leicht mit Gospelchören. Durch fehlende Positionierung in den frühen 1990er Jahren schließlich, vor allem durch Überpräsenz opulenter Gesamtwerke wie Kantaten und Oratorien aber auch experimenteller Projekte, beispielsweise internationaler Konzepte rund um den derzeit aktuellen Israeltrend, die für die dauerhafte Gemeindepraxis eher unbrauchbar waren, ging das allgemeine Bewusstsein für die Jugendchorbewegung verloren. Zur letzten Neuentdeckung der Strömung gilt schließlich ein Solokünstler – Werner Hoffmann. Aus der initialen Gleichberechtigung zwischen ihm und dem Schulte & Gerth Studiochor, geriet der Chor bald in den Hintergrund und wurde schließlich vollkommen unnötig. Dies kann repräsentativ als das Ende der Jugendchorbewegung betrachtet werden – auch wenn Musiker der Szene wie Jochen Rieger zum Teil in Kooperation mit wichtigen Verbänden wie dem Evangelischen Sängerbund noch bis in die 2000er Jahre hinein versuchten, mit nun sehr praxisnah konzipierten Projekten die Szene wiederzubeleben.

## Interpreten der Jugendchorbewegung
| - Aufwind unter der Leitung von Johannes Nitsch - Christussänger unter der Leitung von Reinhard Henkel - Die Brückenbauer unter der Leitung von Klaus Heizmann sowie ab 1983 Berthold Engel - Die Wasserträger unter der Leitung von Heiner Zahn - EC-Jugendchor des Verbandes Entschieden für Christus unter der Leitung von Helmut Hoeft - Euro-Chor unter der Leitung von Klaus Heizmann - ERF Studiochor des Evangeliums-Rundfunks unter der Leitung von Gerhard Schnitter sowie später Annette Rautenberg - Evangeliumschor Stuttgart unter der Leitung von Friedrich Hänssler - Jugendchor Aidlingen des Diakonissenmutterhauses Aidlingen unter der Leitung von Gerhard Schnitter - Jugend mit einer Mission - Jugendchor Erndtebrück unter der Leitung von Hartmut Birkelbach - Jugend-für-Christus-Chor unter der Leitung von Klaus Heizmann sowie später Dietrich Georg - Jugendsingkreis Derschlag unter der Leitung von Johannes Haas - Perspektiven unter der Leitung von Jochen Rieger | - Prisma unter der Leitung von Armin Müller - Resonanz unter der Leitung von Klaus Heizmann sowie später Markus Lenzing - Chor des Evangelischen Sängerbundes unter der Leitung von Reinhold Weber - Schulte & Gerth Studiochor unter der Leitung von Jochen Rieger - Spektrum aus dem Christlichen Sängerbund unter der Leitung von Martin Falk - Studiochor des Musischen Bildungszentrums St. Goar unter der Leitung von Klaus Heizmann - Wetzlarer Jugendchor unter der Leitung von Margret Birkenfeld sowie später Jochen Rieger - Wetzlarer Mädchenchor als Vorläufer des Jugendchores, ebenfalls unter der Leitung von Margret Birkenfeld - Wiesbadener Studiochor unter der Leitung von Klaus Heizmann - Wir-singen-für-Jesus-Chor unter der Leitung von Ernst August Eicker |